# Жизнь животных (Брем)
«Иллюстри́рованная жизнь живо́тных. О́бщий о́черк ца́рства живо́тных» (нем. Illustrirtes Thierleben. Eine allgemeine Kunde des Thierreichs) — научно-популярная книга, впервые изданная немецким зоологом и путешественником А. Э. Бремом (1829—1884). Отличается основательностью содержания и живым, увлекательным изложением.

## История создания
Как внештатный автор, Альфред Брем отправлял в научно-популярные журналы свои эссе и рассказы о путешествиях. Его попытки увенчались успехом в 1860 году, когда ему было поручено написать десятитомную зоологическую энциклопедию. Первые шесть томов энциклопедии, опубликованные под названием «Illustrirtes Thierleben» («Иллюстрированная жизнь животных»), вышли с 1863 по 1869 года. Они были опубликованы Библиографическим институтом при Херрманне Юлиусе Майере. Иллюстрированы под руководством Роберта Кречмера (1818—1872).
Начиная со второго издания, которое состояло из десяти томов, изданных с 1876 по 1879 года, работа была издана уже под названием «Brehms Tierleben». Именно данная работа сделала Брема известным во всем мире.
Наибольшим изменением во втором издании стало добавление новых иллюстраций Густава Мютцеля (Gustav Mützel), братьями Августом и Фридрихом Шпехт, Ф.В. Кунертом и другими, которые Чарльз Дарвин охарактеризовал, как «лучшее, что он когда-либо видел»; часть из них были напечатаны в цвете методом хромолитографии. Второе издание было перепечатано с 1882 по 1884 года. Третье издание было выпущено с 1890 по 1893 год. Работа была переведена на разные языки, в том числе на русский.

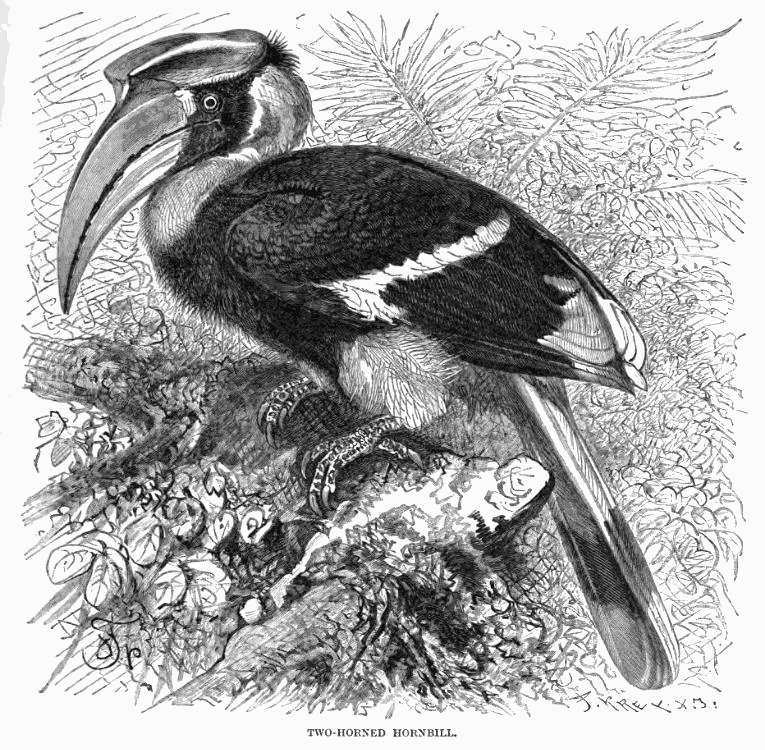
Buceros bicornis
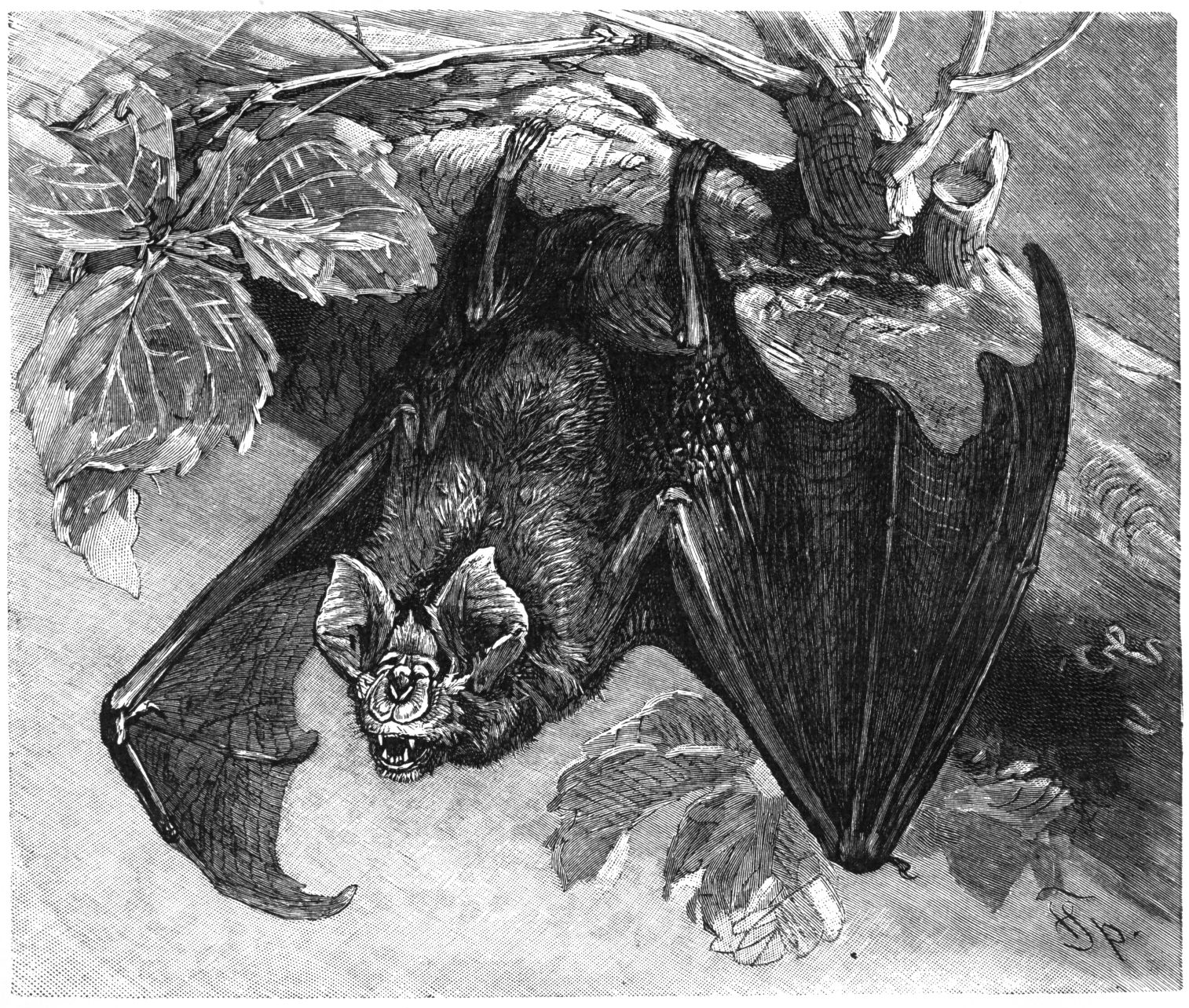
Rhinolophus ferrumequinum
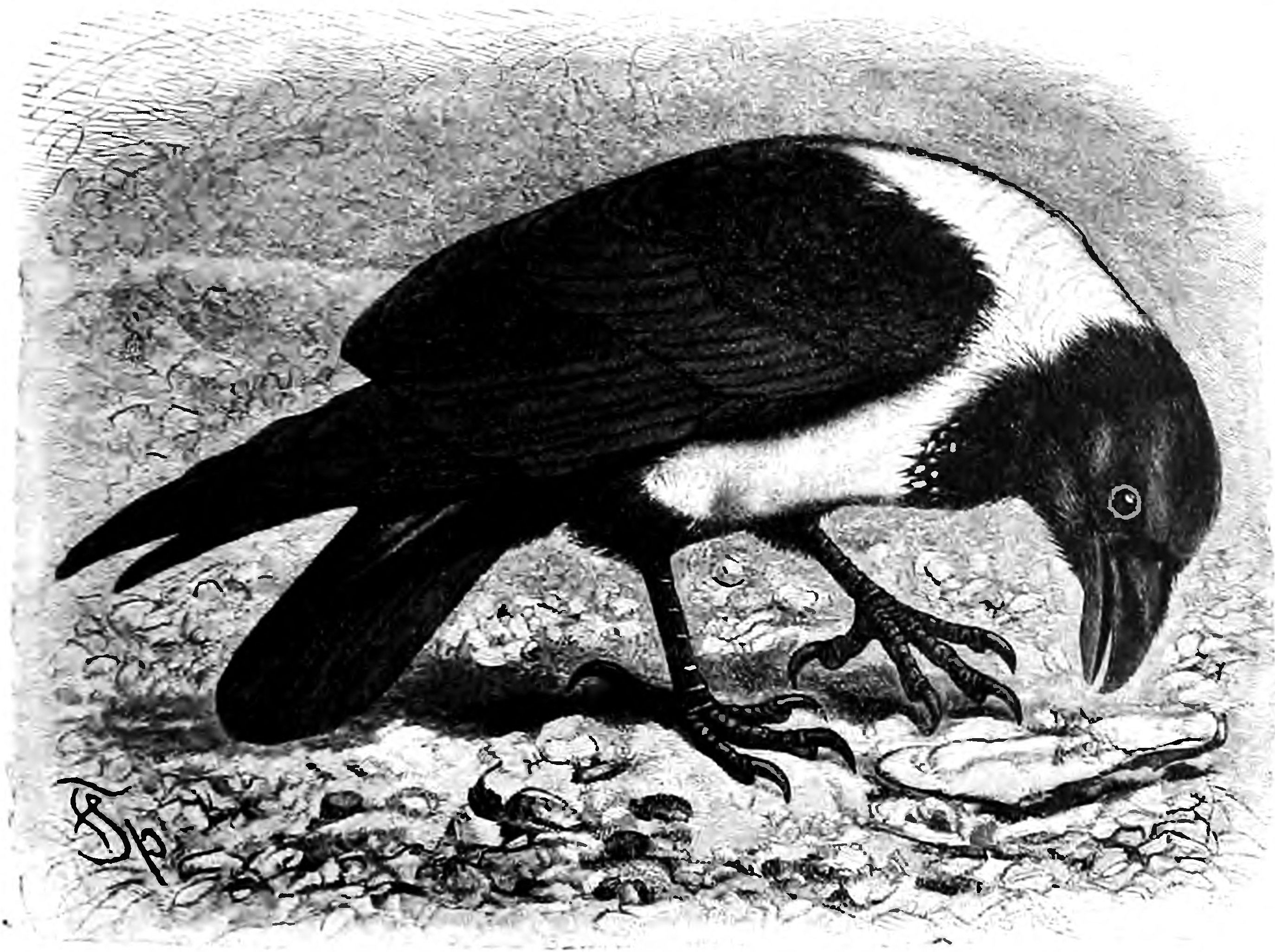
Corvus scapulatus
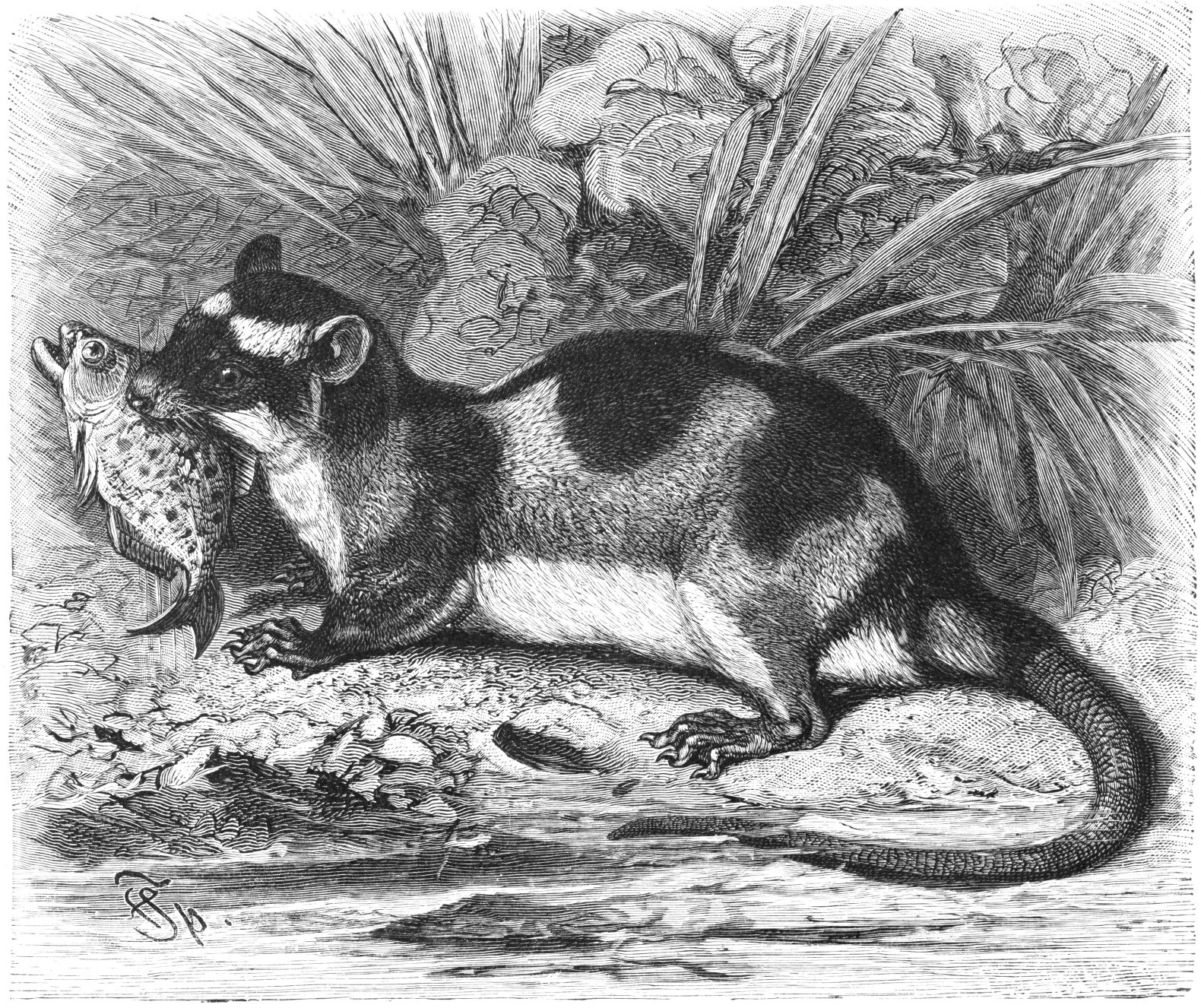
Chironectes minimus
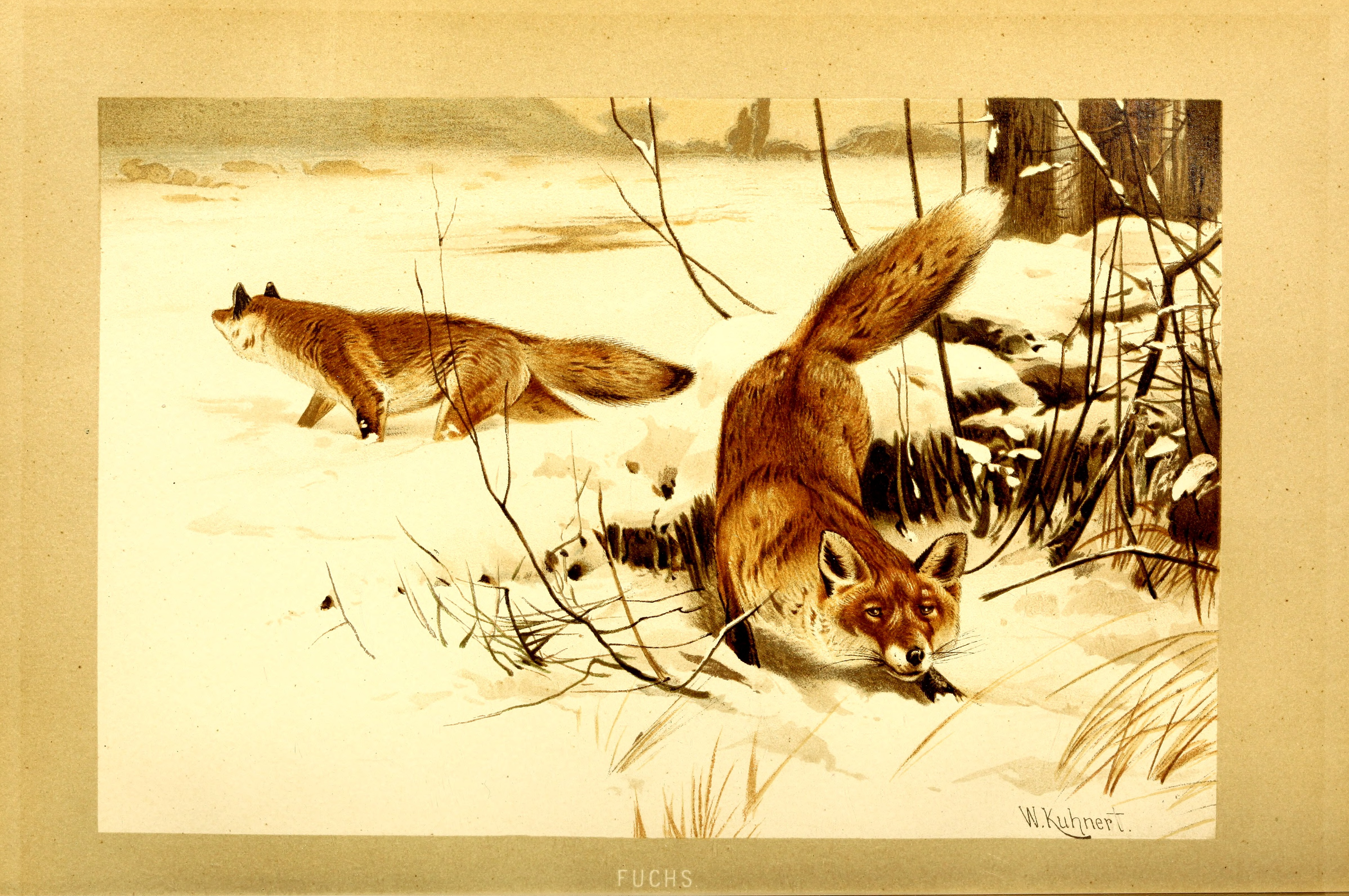
Vulpes vulpes - лисица. (хромлитография)
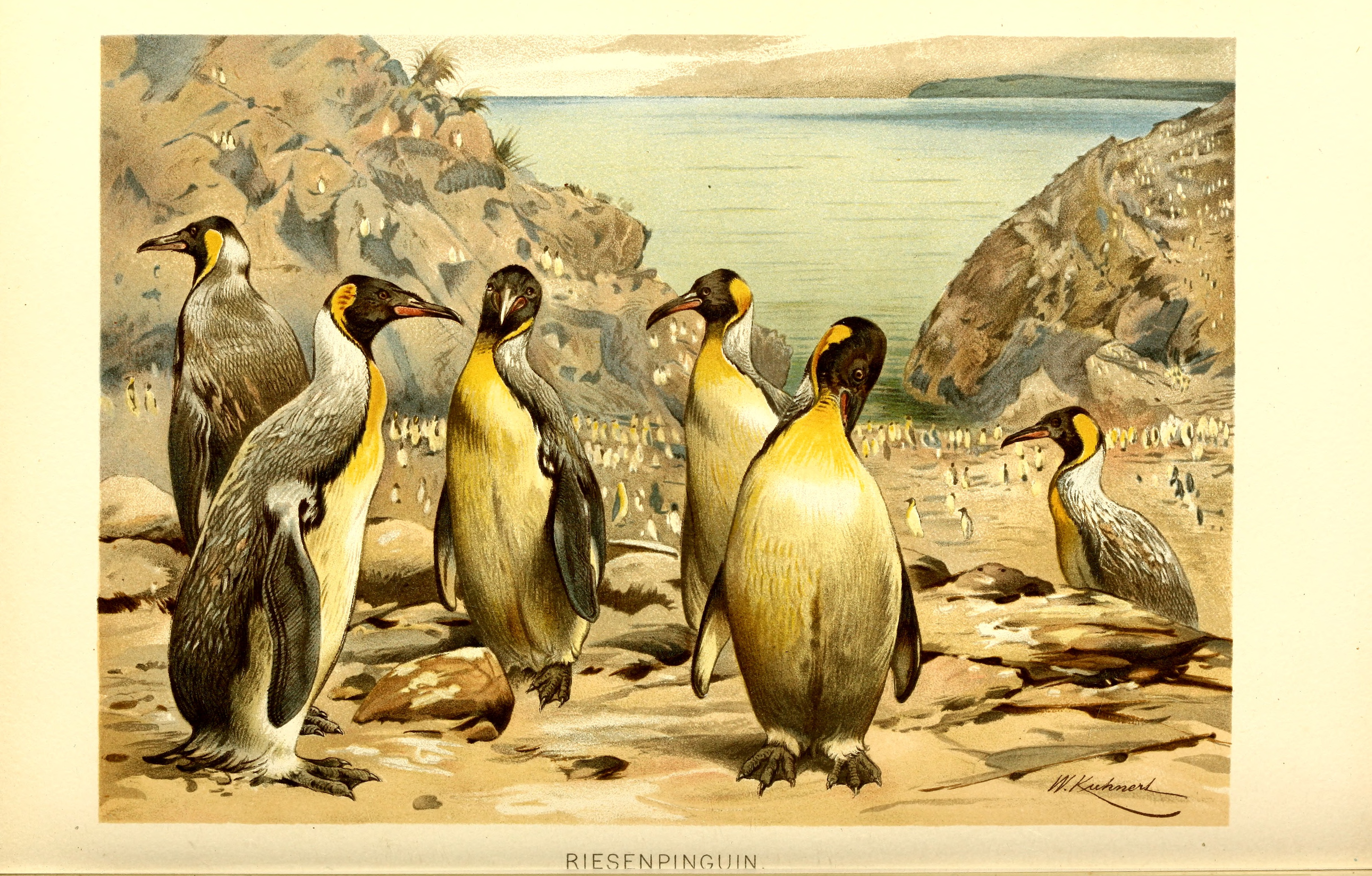
Spheniscidae - гигантские пингвины. (хромлитография)

## Переиздания
Уже после смерти автора «Жизнь животных» неоднократно переиздавалась в переработках («по А. Э. Брему»), отражающих состояние науки на момент переиздания (в частности, менялась систематика животных, обновлялись различные сведения, исправлялись неточности), однако при сохранении (по возможности) авторского научно-популярного стиля, плана и стиля изложения, рисунков. Уже вскоре после смерти самого Брэма «Жизнь животных» была кардинально переработана и во многом изменена в 1890 году профессором Пехуэль-Леше, согласно новейшим на тот момент знаниям по зоологии. Затем, по мере накопления новых научных материалов происходили новые изменения — например в трёхтомном немецком издании, обработанном Шмидтлейном. Подобные дополнения и переработка были сделаны и в русских изданиях.
Переиздания работы продолжились и в XX веке, особенно в виде сокращённых в один или несколько томов.

### Избранные издания
- Illustrirtes Thierleben. Eine allgemeine Kunde des Thierreichs. By Alfred Edmund Brehm, Eduard Oskar Schmidt, and Ernst Ludwig Taschenberg. 6 vols. Hildburghausen, Bibliographisches Institut, 1864—1869.

- Brehms Tierleben. Allgemeine Kunde des Tierreichs. By Alfred Edmund Brehm, Eduard Oskar Schmidt, and Ernst Ludwig Taschenberg. 2nd, expanded, ed. 10 vols. Leipzig, Bibliographisches Institut, 1876—1879; reprinted 1882—1884.

- Brehms Tierleben. Allgemeine Kunde des Tierreichs. By Alfred Edmund Brehm, Oskar Boettger, Wilhelm Haacke, Eduard Pechuël-Loesche, W. Marshall, Eduard Oskar Schmidt, and Ernst Ludwig Taschenberg. 3rd ed. 10 vols. Leipzig, Wien, Bibliographisches Institut, 1890—1893.

### Издание в русских переводах
- Жизнь животных (двухтомник, СПБ, 1866 г.)
- Брем А.Э. Жизнь животных. В 3-х томах. Ред. Ф. С. Груздев; Под ред. А.М. Никольского. Издательство Сойкина, 1902 год.[1]
- Брем А.Э. Жизнь животных. В 3-х томах. (Полн. пер. со 2-го нем. изд., вновь обраб. Рихардом Шмидтлейном для шк. и домаш. чтения, под ред. и с предисл. проф. П.Ф. Лесгафта). Изд.Просвещение, СПб., 1902-1903 гг. (с оригинальными немецкими хромлитографиями)[2]
- Альфред Брэм. Жизнь животных / Пер. под ред. проф. Н. М. Книповича. — 4-е перераб. изд. проф. Отто Цур-Штрассена. — Петроград: Русское Книжное Товарищество «Деятель», 1911. — Т. 9. Птицы (Птицы Альфреда Брема. Том 4). — С. 295. — 770 с.
- Жизнь животных, 4 изд., т. 4—10. — СПБ, 1911—1915.
- Жизнь животных по А. Э. Брему, под ред. А. Н. Северцова, т. 1—5. — М.,1937—1948.
- Жизнь животных в рассказах и картинах по А. Брэму, под ред. Б. М. Житкова и Н. С. Дороватовского. Том 1. Млекопитающие, в перераб. В. И. Язвицкого. М.: Детиздат, 1941.- 408 с.
- Брем А. Жизнь животных / Предисловие и комментарии М. С. Галиной и М. Б. Корниловой. — М.: ОЛМА-ПРЕСС, ОАО «Красный пролетарий», 2004. — 1192 с. — 5000 экз. — ISBN 5-224-04422-7. ISBN 5-85197-214-9.
- Брэм А. Э. Жизнь животных: В 3 тт. / Под ред. А. М. Никольского. — М.: Терра, 1992. — 1452 с.: ил. — ISBN 5-85255-125-2.
- Брем А. Жизнь животных. — М.: Эксмо, 2004. — 960 с.: ил. — ISBN 5-699-00692-3.
- Брем А. Жизнь животных. Самая важная и интересная информация, дополненная современными данными — М.: ООО «АСТ», 2009. — 384 с.: ил. — ISBN 978-5-17-052450-1.
- Брем А. Э. Жизнь животных / Под ред. П. М. Волцита. — М.: Астрель, 2012. — 448 с.: ил. — ISBN 978-5-271-29043-5.

## Значение, оценки, отзывы
Издание для своего времени сыграло важную роль с точки зрения обобщения известных на тот момент данных по биологии животных.
Многие приведённые Бремом в работе данные основываются на путевых заметках и рассказах путешественников и охотников — особенно это касается экзотических видов животных. При этом, многие данные о размерах и массе многих видов (преимущественно тропических хищников) часто завышены, а самим животным порой приписывались нехарактерные для них, либо странные поведенческие или анатомические особенности.
В описаниях животных Альфредом Бремом, согласно традициям своего времени, уделяется внимание тем либо иным видам, руководствуясь преимущественно не систематикой, а вопросами значимости в культурном контексте. В результате этого про одних животных он упоминает в своей работе мимоходом, а про других рассказывает чрезмерно, приписывая незаурядные, порою целиком неправдоподобные качества.
Также Брем придерживается в своей работе свойственного своему времени подхода к рассмотрению того или иного животного с точки зрения его пользы или вреда, практической или эстетической. Ряд приведённых им описаний охоты на ряд видов далек от зоологии и представляет собой просто перечисление охотничьих подвигов и носит порой прагматический характер (вплоть до его рассуждений о вкусовых качествах того или иного животного).
Также отмечается, что описания животных Брема часто характеризуются антропоморфизмом, а сам автор имел склонность приписывать животным различные человеческие качества: «глупый», «тупой», «злобный», «упрямый», «трусливый», и т. д.